# Grevillea newbeyi
Grevillea newbeyi är en tvåhjärtbladig växtart som beskrevs av Mcgill.. Grevillea newbeyi ingår i släktet Grevillea och familjen Proteaceae. Inga underarter finns listade i Catalogue of Life.